# Szent Willibrord
Szent Willibrord (658 körül – 739. november 7.) northumbriai származású térítő szent, a „frízek apostola”. Utrecht első püspöke, aki a luxemburgi Echternach-ban halt meg.

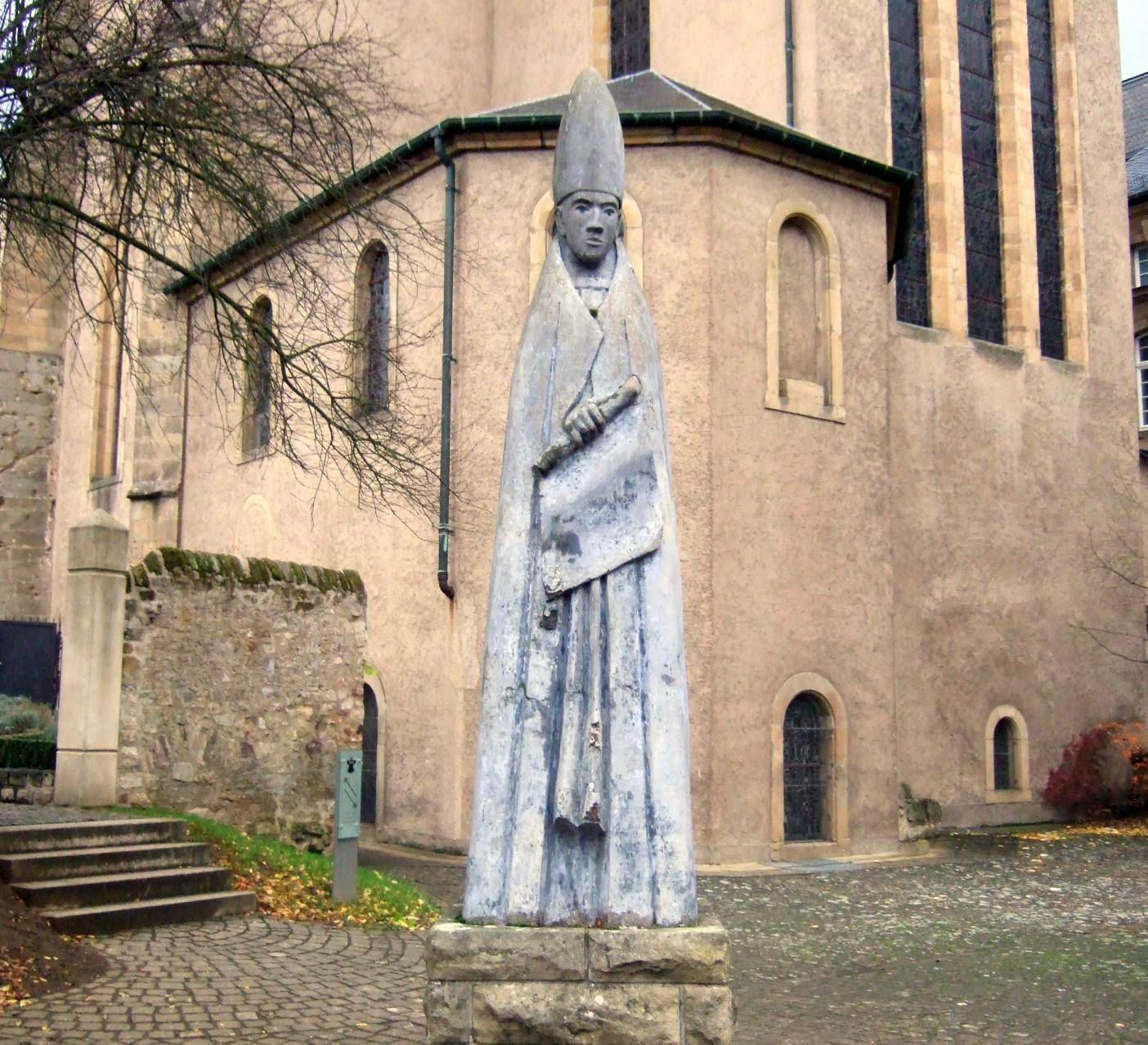
Willibrord szobra Echternachban

## Élete
Édesapja Wilgils vagy Szent Hilgis volt, akit Alcuin (angol)szásznak nevez. Wilgils a fiát egy apátságba adta, majd a világtól visszavonult és épített magának egy Szent Andrásnak szentelt imahelyet. A király és a nemesek később adományokat adtak neki, melyekből felépítette azt az imaházat, amelyet utóbb Alcuin igazgatott.
Willibrord York érseke, Szt. Wilfrid tanítványaként nőtt fel. Később csatlakozott a bencésekhez, 20 és 32 éves kora között pedig Rath Melsigi apátságában élt, mely az ír tudományosság középpontja volt a 7. században. Ez alatt az idő alatt Szent Egbert irányítása alatt tanult, aki őt és 12 társát Fríziába küldte téríteni, Pipin kérésének eleget téve. Pipin kérésére ezután kétszer is Rómába utazott, végül pedig a Szent Cecília templomben Kelemen néven a "frízek püspökévé" szentelték 695. november 21-én. A palliumot magától a pápától kapta.
Fríziába visszatérve prédikált és számos templomot építtetett, köztük az utrechti kolostort is, ahol katedrálist emelt. Ez szolgált Utrecht első püspöki székhelyeként Willibrordnak. 698-ban kolostort alapított az egykori római villa, Echternach területén (Luxembourg területe, Triertől nem messze). A kolostorban híres volt az ott készített kódexek művészi kivitelezéséről. A helyet II. Dagobert leánya Irmina mutatta meg számára.
710 körül Dániában járt térítőúton és onnan magával vitt 30 fiút, hogy misszionáriussá nevelje őket. Ő írta Ongendus dán királyról, hogy „vérszomjasabb minden vadállatnál és keményebb minden kőnél”.
Willibrord ezt követően Fontenelle-be ment, ahonnan több, frankok által támogatott térítőmissziót indított. A frankok a térítéstől azt remélték, hogy a kereszténységre áttért frízeket könnyebb lesz pacifikálni, és ezzel a frankok megszerezhetik Dorestad kereskedővárosát. 716-ban azonban a pogány frízek királya, Radbod számos templomot felégetve, és misszionáriust megölve visszafoglalta Fríziát.
716-ban csatlakozott hozzá egy Wynfrith nevű britanniai ifjú, aki később mint Szent Bonifác, Germánia apostola vált ismertté.
Radbod 719-es halálát követően Willibrord visszatért, hogy folytassa a munkát, Bonifác segítségével és Martell Károly védnöksége alatt. Mivel gyakran állt meg Echternachban, ezért halála után is itt temették el.

## Emlékezete
Halála után hamarosan szentté is avatták. Ünnepe Anglián kívül november 7., Angliában november 29. XIII. Leó pápa rendeletére. Az anglikán egyház is november 7-én ünnepli őt.
Alcuin írta meg először életrajzát, talán egy korábbi életrajzot felhasználva. Szent Béda is tesz említést róla Egyháztörténetében. Bonifác pedig beszámol egy II. Istvánnak írt levelében arról, hogyan pusztított el Willibrord egy pogány bálványt.

## Fordítás
- Ez a szócikk részben vagy egészben  a   Willibrord című angol Wikipédia-szócikk ezen változatának fordításán alapul.  Az eredeti cikk szerkesztőit annak laptörténete sorolja fel. Ez a jelzés csupán a megfogalmazás eredetét és a szerzői jogokat jelzi, nem szolgál a cikkben szereplő információk forrásmegjelöléseként.